# NGC 2637
NGC 2637 é uma galáxia espiral na direção da constelação de Cancer. O objeto foi descoberto pelo astrônomo Albert Marth em 1864, usando um telescópio refletor com abertura de 48 polegadas. 